# Havon Baraka
Havon Baraka (* in Atlantic City, New Jersey) ist ein US-amerikanischer Schauspieler und Synchronsprecher.

## Leben
Baraka wurde als jüngstes von fünf Kindern als Sohn von Christina Frommer, einer gebürtigen Puerto-Ricanerin, in Atlantic City geboren, wo er auch aufwuchs. Er selbst bezeichnet die Stadt als Mini-Las Vegas. Sein Vater ist Afroamerikaner, seine Geschwister haben einen anderen Vater. Bei ihm wurde Autism Spectrum Disorder diagnostiziert. Mit fünf Jahren fing er an, sich für das Schauspiel zu interessieren, als er das Ende einer Episode von Barney und seine Freunde umschrieb. Erste Skripte wurden in der Schule von Lehrern zerrissen, da sie dessen Vorstellungen nicht entsprachen. Baraka ist ein großer Fan von Horrorfilmen und bezeichnet Halloween – Die Nacht des Grauens aus dem Jahr 1978 als seinen Lieblingsfilm in diesem Genre. Als Lieblingsschauspieler nennt er Gary Oldman und Viola Davis.

## Karriere
Von 2007 bis einschließlich 2011 studierte Baraka an der Drexel University Play- und Screenwriting. Er schloss sein Studium mit dem Bachelor ab. Während seines Studiums hatte er mehrere Nebenjobs, so war er beispielsweise von 2008 bis 2009 für vier Monate als Autor am The Prince Theater  in Philadelphia beschäftigt. Eine erste Besetzung in einer Fernsehserie erhielt er 2017 Kill, Die, Laugh als Episodendarsteller. 2018 war er in mehreren Kurzfilmen und unter anderen im Film President Evil, einen Film, der den damaligen Präsident der Vereinigten Staaten Donald Trump parodiert, in der Rolle des Patrick zu sehen. 2019 übernahm er die Rolle des Dariush im Abenteuerfilm The Adventures of Aladdin. Seit Oktober 2019 arbeitet er für Mavrix Flix Productions. Von 2019 bis 2021 stellte er die Rolle des SFC Lenny McCoy dar. Weitere wiederkehrende Rollen hatte er in den Fernsehserien beziehungsweise Miniserien Bombshell, The Crew, Quest for Quagmires, Book Club Problems oder auch Single Single.

## Filmografie (Auswahl)
- 2017: Kill, Die, Laugh (Fernsehserie, Episode 3x06)
- 2018: Dawn (Kurzfilm)
- 2018: Shark (Kurzfilm)
- 2018: A House Divided (Kurzfilm)
- 2018: Killing Adam (Kurzfilm)
- 2018: 30 (Fernsehserie)
- 2018: Meanwhile in the Barracks (Fernsehserie, Episode 1x08)
- 2018: President Evil
- 2018: The Coroner: I Speak for the Dead (Fernsehserie, Episode 3x06)
- 2018: Soot (Miniserie, Episode 1x02)
- 2018: Moving On (Kurzfilm)
- 2018: Apex (Kurzfilm)
- 2018: The Shop (Fernsehserie, 6 Episoden)
- 2018: Skyvault (Fernsehfilm)
- 2019: Grounded (Fernsehserie, 2 Episoden)
- 2019: Kaleidoscope (Fernsehserie)
- 2019: Human Resources (Kurzfilm)
- 2019: The Adventures of Aladdin (Adventures of Aladdin)
- 2019: Buried in the Backyard – Mord verjährt nicht (Buried in the Backyard, Fernsehdokuserie, Episode 2x03)
- 2019: The Life and Times of Death (Kurzfilm)
- 2019: Nightcall (Kurzfilm)
- 2019: The Bet (Fernsehserie, Episode 1x06)
- 2019: Checkpoint Charlie (Fernsehserie, Episode 2x01)
- 2019: Love Potion No.5 (Kurzfilm)
- 2019: Castles in the Air (Fernsehserie, Episode 1x01)
- 2019–2021: Recruiters: Mission First (Fernsehserie, 7 Episoden)
- 2020: A Voicemail to Try and Make You Feel Better (Kurzfilm)
- 2020: Torn from the Headlines: The New York Post Reports (Fernsehserie, Episode 1x04)
- 2020: Betrayed (Fernsehserie, Episode 4x05)
- 2020: Hollywood
- 2020: Mom's Will (Kurzfilm)
- 2020: Bombshell (Fernsehserie, 4 Episoden)
- 2020: Sincerely, Camille (Fernsehserie, Sprechrolle)
- 2020: LA Influencer Handbook (Fernsehserie, Episode 1x04)
- 2020: The Crew (Fernsehserie, 2 Episoden)
- 2021: Quest for Quagmires (Miniserie, 4 Episoden, verschiedene Rollen)
- 2021: Interrobang (Fernsehserie, Episode 1x06)
- 2021: The Fog of Murder (Fernsehserie, Episode 1x02)
- 2021: Infamy: When Fame Turns Deadly (Fernsehserie, Episode 1x08)
- 2021: Station 19 (Fernsehserie, Episode 5x04)
- 2021: Billy Hoople (Kurzfilm)
- 2021: Late Confessions (Kurzfilm)
- 2022: Little Tiger (Kurzfilm)
- 2022: Return Service (Kurzfilm)
- 2022: Thugsmack (Fernsehserie)
- 2022: Percy Foster's Last Will & Testament (Kurzfilm)
- 2022: The Box Trailer (Kurzfilm)
- 2022: Book Club Problems (Miniserie, 10 Episoden)
- 2022: Single Single (Fernsehserie, 2 Episoden)
- 2022: Shock, Drugs, Anger, Love (Kurzfilm)
- 2022: Who Do You Believe? (Fernsehserie, Episode 1x07)
- 2022: Insert Family Here (Kurzfilm)